# Arhythmacanthinae
Arhythmacanthinae is een onderfamilie in de taxonomische indeling van de haakwormen, ongewervelde en parasitaire wormen die meestal 1 tot 2 cm lang worden. De worm behoort tot de familie Arhythmacanthidae. De wetenschappelijke naam van de onderfamilie werd voor het eerst geldig gepubliceerd in 1935 door Yamaguti.

## Taxonomie
De volgende geslachten worden bij de onderfamilie ingedeeld:
- Heterosentis Van Cleave, 1931
  - = Arhythmacanthus Yamaguti, 1935
- Spiracanthus Munoz & George-Nascimento, 2002